# Jażdże
Jażdże – osada w Polsce położona w województwie zachodniopomorskim, w powiecie kołobrzeskim, w gminie Dygowo.
Według danych z 1 stycznia 2011 r. osada miała 29 mieszkańców.